# Касай (станция)
Станция Касай (яп. 葛西駅 касай эки) — железнодорожная станция на линии Тодзай расположенная в специальном районе Эдогава, Токио. Станция обозначена номером T-17. Была открыта 29-го марта 1969 года.
Рядом со станцией расположена самая большая в мире автоматическая стоянка для велосипедов, которая может вместить до 9400 велосипедов одновременно.

## Планировка станции
Две платформы бокового типа и два пути.
| 1 | ○ Линия Тодзай | Ураясу, Ниси-Фунабаси, Тоё-Кацудай                        |
| 2 | ○ Линия Тодзай | Отэмати, Иидабаси, Такаданобаба, Накано, Линия Тюо Митака |

## Близлежащие станции
| «          |  | Линия        |  | »      |
| ---------- |  | ------------ |  | ------ |
| Ниси-Касай |  | Линия Тодзай |  | Ураясу |